# Шер, Энтони
Сэр Э́нтони Шер (англ. Antony Sher; 14 июня 1949 — 2 декабря 2021) — британский актёр, двукратный лауреат премии Лоренса Оливье, лауреат премии Драма Деск, рыцарь-командор ордена Британской империи.

## Карьера
Вырос в пригороде Кейптауна. В 1968 году он переехал в Лондон, где пытался поступить в Королевскую академию драматического искусства и Центральную школу речи и драмы, но провалился на вступительных. Вместо этого он учился в Академии драматического искусства Уэббера Дугласа с 1969 по 1971 гг.
В 1982 году Шера принимают в Королевскую шекспировскую компанию. В этой труппе в 1984 году он играет заглавную роль в «Ричарде III» У. Шекспира, за эту роль он получил Премию Лоренса Оливье за лучшую мужскую роль. Также он появляется в роли Шута в «Короле Лире», в заглавной роли в «Тартюфе», в роли Мальволио в «Двенадцатой ночи» и многих других постановках. Вторую премию Оливье он получил в 1997 году за роль Стэнли Спенсера в драме «Стэнли» в Национальном театре.
В 2001 году Шер исполнял роль Густава Малера в пьесе «Обращение Малера», которая рассказывает об отказе Малера от своей веры из-за назначения главным дирижёром Венской оперы.
Помимо театральных работ, Шер снялся в нескольких фильмах и телесериалах, в числе которых «Супермен 2», «Ветер в ивах», «Миссис Браун», «Влюблённый Шекспир».
В последний раз Шер появился на сцене Королевского шекспировского театра в 2019 году в пьесе «Кунене и король». В сентябре 2021 года супруг Шера Грегори Доран объявил, что берет отпуск по семейным обстоятельствам от своих обязанностей художественного руководителя Королевской шекспировской компании, чтобы ухаживать за тяжело больным мужем. Энтони Шер скончался от рака 2 декабря 2021 года.

## Личная жизнь
Является двоюродным братом драматурга и писателя Рональда Харвуда.
Шер — открытый гей. Он и его супруг, режиссёр Грегори Доран, стали одной из первых однополых пар в Великобритании, которые вступили в гражданское партнёрство Они официально зарегистрировали брак в 2015 году.